# Astacilla boreaphilis
Astacilla boreaphilis là một loài chân đều trong họ Arcturidae. Loài này được Stransky & Svavarsson miêu tả khoa học năm 2006.